# Litoria raniformis
Litoria raniformis är en groda från Australien som tillhör släktet Litoria och familjen lövgrodor.

## Utseende
Grodan är klargrön till olivgrön på ovansidan, med bruna till gyllengula fläckar. Ryggen är tydligt vårtig. På varje sida har den ett tydligt hudveck, och trumhinnan är också framträdande. Ryggen har en ljusgrön mittstrimma. Undersidan av låren och bäckenpartiet är klarblå till blågröna. Den har simhud på nästan hela bakfötterna, och tydliga tådynor på alla tårna. Den kan bli över 9 cm lång, honan över 10 cm.
Grodynglen är gråskära med gula fenor.

## Vanor
Litoria raniformis lever i och nära vatten som dammar, fördämningar och träsk, både i skogbeväxta områden och på brukade ängsmarker. Den uppehåller sig antingen bland säv och liknande vattenväxter, eller på land där den gömmer sig under stenar och trädstockar.  Grodan är en nära släkting till Litoria aurea, och liksom denna är den en dagaktiv art som främst lever på andra grodor.

### Fortplantning
Litoria raniformis leker i vattensamlingar under augusti till april, gärna dammar och träsk med riklig, skyddande vattenvegetation i form av halvgräs och tåg, där honan lägger omkring 1 700 ägg. Grodynglen förvandlas i regel på sensommaren eller hösten, även om det förekommer att de övervintrar som yngel och förvandlas först under den påföljande våren.

## Utbredning
Grodan finns i de australienska deltaterna Victoria, South Australia och Tasmanien. Den har dessutom införts till Nya Zeeland. De nyzeeländska grodorna infördes från Tasmanien i slutet av 1860-talet, och har varit mycket framgångsrika. Arten finns nu över hela Nya Zeeland.

## Status
Litoria raniformis är klassificerad som starkt hotad ("EN", underkategori "A2ace") av IUCN, och arten minskar. Orsakerna är inte helt kända, men bland annat misstänks den ökade ultravioletta strålningen i de icke-tropiska delarna av södra halvklotet samt inplantering av fisk, framför allt av släktet Gambusia. Svampsjukdomar har även föreslagits. I Tasmanien hotas arten även av utdikning av våtmarker.